# Viviendas para Enriqueta Sánchez-Rueda
Las Viviendas para Enriqueta Sánchez-Rueda son un edificio de viviendas de la ciudad de Madrid. Fue proyectado entre 1910 y 1911 por el arquitecto Tomás Cantalauva Rabadán y las obras corrieron a cargo de Manuel Álvarez Naya de 1910 a 1913.

## Historia y características
La edificación se encuentra situada en el número 6 de la calle del Monte Esquinza, en el barrio de Almagro del distrito de Chamberí. La fachada da también a la calle de Alcalá Galiano.
Fue proyectado entre 1910 y 1911 por el arquitecto Tomás Cantalauva Rabadán y las obras corrieron a cargo de Manuel Álvarez Naya de 1910 a 1913. Fueron un encargo hecho por Enriqueta Sánchez-Rueda, que luego serían del i duque de Tovar, Rodrigo Figueroa y Torres.
El edificio es de estilo ecléctico con algunos toques historicistas y modernistas. Realizado en un chaflán, la puerta de triple acceso antiguamente permitía el paso de carruajes y está rematado por un templete que iba a contar con una cúpula que finalmente no se realizó. Las fachadas están realizadas en piedra artificial en su totalidad. Su profusión en elementos decorativos unida a su gran plasticidad recuerdan por momentos al Palacio de Comunicaciones de Antonio Palacios. Enriqueta instaló dos invernaderos con plantas tropicales en la azotea a ambos lados del torreón central.
El edificio contó con la instalación por la Sociedad Anónima de Telegrafía Privada de comunicación telefónica y de timbres entre la portería y los pisos, destacándolo como un gran avance por la revista El Eco de la construcción.